# Asociación Continental
Asociación Continental, fue un acta firmada por el Primer Congreso Continental en 1774 para implementar un boicot comercial al Reino Unido en respuesta a las Leyes coercitivas de 1774. El Congreso esperaba que al imponer sanciones económicas , presionaría a Gran Bretaña para atender a las quejas de las colonias, en particular revocando las leyes intolerables aprobadas por el Parlamento británico. La Asociación pretendía alterar las políticas del Reino Unido hacia las colonias sin romper su lealtad hacia el mismo. El boicot entró en vigor el 1 de diciembre de 1774 y la asociación tuvo bastante éxito mientras duró. El comercio con Gran Bretaña cayó fuertemente, pero los británicos respondieron con la Ley de restricción a Nueva Inglaterra de 1775. El estallido de la Guerra de Independencia de los Estados Unidos suplantó el intento de boicotear los productos británicos por el proceso independentista.

## Contexto
El Parlamento británico aprobó las Leyes coercitivas en 1774 para reformar la administración colonial en la América británica y, en parte, para castigar a la Provincia de la bahía de Massachusetts por el Motín del té. Muchos colonos estadounidenses vieron las Leyes coercitivas como una violación de la Constitución británica y una amenaza a las libertades de toda la América británica, no solo de Massachusetts. Como lo habían hecho durante la década de 1760, más efectivamente durante la crisis de la Ley de Estampillas de 1765, los colonos recurrieron a boicots económicos para protestar por lo que consideraban una legislación inconstitucional. Como el término boicot aún no había sido acuñado, los colonos se referían a sus protestas económicas como  "no importación", "no exportación" o "no consumo".
El 13 de mayo de 1774 el gobierno asambleario de Boston en reunión; con Samuel Adams como moderador, aprobó una resolución que exigía un boicot económico en respuesta a la Ley del Puerto de Boston. Esta resolución dictaba:

Es la opinión de este pueblo, que si las otras colonias vienen, en una resolución conjunta para detener todas las importaciones de Gran Bretaña, y las exportaciones a Gran Bretaña, y cada parte de las Antillas, hasta que la ley para el bloqueo de este puerto sea revocada, la misma probará la salvación de América del Norte y sus libertades. Por otro lado, si continúan con sus exportaciones e importaciones, hay grandes razones para temer que el fraude, el poder y la opresión más odiosa triunfen sobre el derecho, la justicia, la felicidad social y la libertad.

Paul Revere, quien a menudo servía como mensajero, llevó las resoluciones de Boston a Nueva York y Filadelfia. Adams también promovió el boicot a través de los comités coloniales de correspondencia, a través de los cuales los defensores de los derechos coloniales en las distintas provincias se mantuvieron en contacto. El Primer Congreso Continental fue convocado en Carpenters'Hall en Filadelfia el 5 de septiembre de 1774, para coordinar una respuesta a las Leyes Coercitivos. Doce colonias estuvieron representadas en el congreso.
El 20 de octubre de 1774, el Congreso creó la Asociación, basada en la anterior Asociación de Virginia . La Asociación significó la creciente cooperación entre las colonias. Como una muestra del deseo que aún prevalecía en el momento de evitar una revolución abierta, la Asociación se abrió especialmente con una profesión de lealtad al rey, y pusieron la culpa de "un sistema ruinoso de administración de colonias" en el Parlamento y en los funcionarios británicos más bajos en lugar de que el rey directamente. La Asociación alegó que este sistema fue "evidentemente calculado para esclavizar a estas colonias y, con ellas, al Imperio Británico ".
Los artículos de la Asociación Continental impusieron una prohibición inmediata del té británico y una prohibición de importar o consumir cualquier producto (incluido el comercio de esclavos ) de Gran Bretaña, Irlanda y las Antillas británicas.entrará en vigor el 1 de diciembre de 1774. También amenazó con prohibir la exportación de cualquier producto de las colonias americanas a Gran Bretaña, Irlanda o las Indias Occidentales, que se promulgaría solo si los actos denunciados de actos no fueron revocados antes del 10 de septiembre de 1775; los Artículos indicaban que la prohibición de exportar se estaba suspendiendo hasta esta fecha debido al "gran deseo que tenemos de no herir a nuestros compañeros en Gran Bretaña, Irlanda o las Indias Occidentales". Este fue un reconocimiento de la necesidad y la demanda de productos estadounidenses en el extranjero, aunque la prohibición probablemente se aplazó para evitar infligir dificultades económicas inmediatas a los comerciantes estadounidenses. Todos los colonos estadounidenses debían dirigir a sus agentes en el extranjero para que también cumplieran con estas restricciones, al igual que todos los armadores.
La Asociación estableció políticas mediante las cuales los colonos soportarían la escasez de bienes. Los comerciantes estaban restringidos de la especulación de precios. Los comités locales de inspección debían establecerse en las colonias mediante las cuales se monitorearía el cumplimiento, a través de negocios locales de armamento fuerte. Cualquier individuo que viole las promesas en los Artículos será condenado por escrito y condenado en la sociedad "como enemigos de la libertad estadounidense". Las colonias también suspenderían todo comercio y trato con cualquier otra colonia que no cumpliera con las prohibiciones.
Las colonias también prometieron que "alentarían la frugalidad, la economía y la industria, y promoverían la agricultura, las artes y las manufacturas de este país, especialmente la de la lana; y descartarán y desalentarán a todas las especies de extravagancia y disipación", como el juego, Escenografías y otros entretenimientos frívolos. Incluso se dieron instrucciones específicas sobre las observaciones fúnebres del frugal, prometiendo que nadie "irá a vestirse de luto, más que un crepé negro o una cinta en el brazo o sombrero, para caballeros, y un lazo negro y un collar para damas. y descontinuaremos la entrega de guantes y bufandas en los funerales ".

## Efectos
La Asociación Continental entró en vigencia el 1 de diciembre de 1774. La prohibición tuvo éxito por el tiempo que estuvo vigente. Sin embargo, los británicos respondió al bloquear el acceso a la colonia del Atlántico Norte 's pesca .
Solo una colonia no pudo establecer comités locales de cumplimiento; en los otros, las restricciones fueron impuestas obedientemente, mediante medidas violentas en algunas ocasiones. El comercio con Gran Bretaña posteriormente se desplomó. El Parlamento respondió aprobando la Ley de Restricción de Nueva Inglaterra , que prohibía a las colonias del noreste comerciar con nadie, excepto Gran Bretaña y las Indias Occidentales Británicas, y prohibían los barcos coloniales de las zonas de pesca del Atlántico Norte. Estas medidas punitivas se extendieron posteriormente a la mayoría de las otras colonias también.
El estallido de la lucha abierta entre los colonos y los soldados británicos en abril de 1775 hizo posible cualquier intento de cambiar indirectamente las políticas británicas. En este sentido, la Asociación no pudo determinar los eventos de la forma en que fue diseñada: Gran Bretaña no cedió a las demandas estadounidenses, sino que trató de restringir su control y el conflicto se convirtió en una guerra. Sin embargo, el verdadero éxito a largo plazo de la Asociación fue en su dirección efectiva de la acción colectiva entre las colonias y la expresión de sus intereses comunes. Este reconocimiento de la unión por parte de la Asociación y su firme postura de que las colonias y su gente tenían derechos que estaban siendo infringidos por Gran Bretaña, lo convirtió en un precursor directo de la Declaración de Independencia de 1776.